# Irena Pivka
Irena Pivka, slovenska scenografka, intermedijska umetnica,  * 1967, Ljubljana.
Irena Pivka je leta 1994 v Ljubljani diplomirala na Fakulteti za arhitekturo in leta 1996 opravila specializacijo iz scenografije na Umetniškem kolidžu St. Martins v Londonu. Ustvarja scenografije in kostumografije za gledališke in plesne predstave, za video in film. Skupaj z Branetom Zormanom je ustanovila Zavod za procesiranje sodobne umetnosti Cona, v okviru katerega ustvarjata več intermedijskih, glasbenih in zvočnih projektov pod skupnim naslovom radioCona.

## Scenografije
- 2012 Škrat Kuzma, r. Matjaž Farič, Slovensko mladinsko gledališče[2]
- 2006 Eiphram Kishon Bil je škrjanec, r. Boris Kobal, Špas teater Mengeš
- 2004 Andrej Rozman Roza Obuti maček, r. Vito Taufer, Špas teater Mengeš
- 1997 J.B.P. Moliere/Carlo Goldoni/Georges Feydeau Nostalgična komedija, r. Jaša Jamnik, Cankarjev dom Ljubljana

## Sklic
1. ↑  »Irena Pivka«.
2. ↑  »Slovensko mladinsko gledališče«. Pridobljeno 11. oktobra 2016.